# Марта (фудбалерка)
Марта Вијеира да Силва (порт. Marta Vieira da Silva; Диос Ријачос, 19. фебруар 1986), познатија као Марта, је фудбалерка из Бразила и члан је женске бразилске репрезентације. Најчешће носи дрес са бројем 10. У фудбалском свету је позната као Марта.
Тренутно игра за шведски клуб Умеа ИК (Umeå IK). Са репрезентацијом Бразила је два пута освајала сребрну медаљу на Олимпијским играма 2004 и 2008. ФИФА ју је прогласила Најбољим фудбалером године пет пута 2006, 2007, 2008, 2009 и 2010. године. На светском првенству 2007. године добила је „Златну лопту“ за најбољу играчицу и „Златну копачку“ за најбољег стрелца првенства. Због начина игре многи је упоређују са Пелеом.

## Признања

### Клуб
Умеа ИК
- Титулу првака Шведске: 2005, 2006, 2007, 2008.
- Освајач шведског купа: 2007.
- УЕФА Женски куп: 2003–04, 2005-06

 Сантос
- Куп Либертадос за жене: 2009.
- Куп Бразила за жене: 2009.

### Репрезентација
- Пан Америчке игре: 2003, 2007.
- Шампионат Јужне Америке: 2003, 2010.

### Појединачно
- Најбољи фудбалер године - Освајач трофеја (5): 2006, 2007, 2008, 2009, 2010.
- Најбољи фудбалер године - Друго место (1): 2005.
- Куп Либертадорес у фудбалу за жене Златна лопта (1): 2009.
- Првенство Шведске у фудбалу за жене - Голгетер (4): 2004, 2005, 2006, 2008.
- Првенство Шведске у фудбалу за жене - Најбољи нападач (2): 2007, 2008.
- U-20 Светско првенство у фудбалу за жене - Златна лопта (1): 2004.
- Светско првенство у фудбалу за жене - Златна лопта (1): 2007.
- Светско првенство у фудбалу за жене - Златна копачка (1): 2007.
- Женски професионални фудбал Награда Мишел Акерс играч године МВП (2): 2009, 2010.
- Женски професионални фудбал - Златна копачка (2): 2009, 2010.
- Женски професионални фудбал - Играч године МВП (1): 2010.
- Женски играч године за Јужну Америку - голгетер: 2010.

## Лични живот
Од 14. марта 2017. године, Марта је постала шведска држављанка, али је изјавила да ће задржати бразилско држављанство. У јануару 2021. године, након неколико година везе, Марта је објавила да је верена за саиграчицу из клуба Тони Пресли.